# Mineral (nutrient)
En el context de la nutrició, un mineral és un element químic requerit com a nutrient essencial pels organismes per dur a terme les funcions necessàries per a la vida. Tanmateix, els quatre elements estructurals principals del cos humà en pes (oxigen, hidrogen, carboni i nitrogen), normalment no s'inclouen a les llistes de minerals nutritius principals (el nitrogen es considera un "mineral" per a plantes, ja que sovint s'inclou com a fertilitzant). Aquests quatre elements componen aproximadament el 96% del pes del cos humà, i els minerals principals (macrominerals) i els minerals menors (també anomenats oligoelements) componen la resta.
Els nutrients minerals, en ser elements, no es poden sintetitzar bioquímicament pels organismes vius. Les plantes obtenen minerals del sòl. La majoria dels minerals d'una dieta humana provenen de menjar plantes i animals o de beure aigua. Com a grup, els minerals són un dels quatre grups de nutrients essencials, els altres dels quals són vitamines, àcids grassos essencials i aminoàcids essencials. Els cinc minerals principals del cos humà són calci, fòsfor, potassi, sodi  i magnesi. Tots els elements restants del cos humà s'anomenen "oligoelements". Els oligoelements que tenen una funció bioquímica específica en el cos humà són ferro, clor, cobalt, coure, zinc, manganès, molibdè, iode i seleni.
La majoria dels elements químics que són ingerit pels organismes es troben en forma de compostos simples. Les plantes absorbeixen els elements dissolts al sòl, que posteriorment són ingerits pels herbívors i omnívors que els mengen, i els elements es desplacen cap amunt per la cadena tròfica. Els organismes més grans també poden consumir sòl (geofàgia) o utilitzar recursos minerals, com ara llepament de sals, per obtenir minerals limitats no disponibles a través d'altres fonts dietètiques.
Els bacteris i els fongs tenen un paper essencial en la meteorització dels elements primaris, en produir l'alliberament de nutrients per a ells mateixos i per a la nutrició d'altres espècies de la cadena alimentària ecològica. Un element, el cobalt, només està disponible per a l'ús dels animals després d'haver estat processat pels bacteris en molècules complexes (p. ex., vitamina B12). Els minerals són utilitzats pels animals i els microorganismes per al procés de mineralització d'estructures, anomenat biomineralització, que s'utilitzen per construir ossos, closca d'ou, exoesquelets, cloïsses i conquilles.